# Salvatore Pugliatti
Salvatore Pugliatti (Messina, 16 marzo 1903 – Ragusa, 22 maggio 1976) è stato un giurista italiano, oltre che musicologo e letterato.
(A.C. Jemolo)

## Biografia e carriera
Di umili origini, in gioventù lavorò pure come aiuto fornaio per mantenersi agli studi. Si diplomò in ragioneria presso l'Istituto Tecnico "A.M. Jaci" di Messina, dove conobbe Giorgio La Pira, l'editore Antonino Giuffrè e Salvatore Quasimodo. Dopo aver conseguito, da esterno, anche la licenza liceale a Catania, poté iscriversi all'Università di Messina, dove si laureò, nel 1925, in giurisprudenza, con Gioacchino Scaduto. Fu membro dell'Accademia Peloritana dei Pericolanti.
Dopo aver lavorato, sempre a Messina, come assistente bibliotecario dal 1926 al 1930, periodo in cui comunque pubblicò lavori di ricerca, nel 1930 riuscì a conseguire la libera docenza e, dal 1931, iniziò ad insegnare Istituzioni di diritto civile nella Facoltà di Giurisprudenza, quindi Istituzioni di diritto privato dal 1935, anno in cui conseguì l'ordinariato, per concludere alla cattedra di Diritto Civile, dal 1941 al 1973, anno in cui fu collocato a riposo. Fu preside della Facoltà di Giurisprudenza dal 1934 al 1954, socio dell'Accademia Nazionale dei Lincei dal 1956, nonché rettore dell'ateneo messinese dal 1955 al 22 maggio del 1976, quando morì improvvisamente mentre presiedeva, a Ragusa, l'assegnazione del premio di poesia da lui stesso istituito in memoria del suo amico e collega, il poeta dialettale Giovanni Antonio Di Giacomo.
Gran parte dei suoi molti libri e delle sue opere d'arte furono quindi donati all'Università di Messina, ed in suo onore gli furono poi intitolate, sempre a Messina, una piazza – quella in cui oggi c'è la sede della facoltà di giurisprudenza – e la Scuola di notariato.
Come rettore, riorganizzò le varie facoltà, risistemandole in strutture contigue, ampliandone la portata sia logistica che funzionale, con politiche di decentramento di sede ed accorpamento di corsi di laurea, precorrendo i moderni ”campus universitari“. Diede inizio all'ampliamento delle facoltà scientifiche ed all'istituzione di nuovi corsi ed indirizzi di laurea, in particolare dando avvio alla costruzione della nuova Facoltà di Scienze in ”zona Papardo“ e preventivandone quella relativa alle facoltà di Farmacia, Medicina veterinaria e Lettere nella ”zona dell'Annunziata“. Nella zona centrale di Messina, costruì l'attuale plesso della Facoltà di Economia e Commercio, in una piazza che poi sarà a lui intitolata.
Promosse dunque la costruzione del Policlinico di Messina nella zona sud della città, in collaborazione con tutti i vari istituti della facoltà di Medicina e Chirurgia, e organizzò l'allestimento della facoltà di Scienze politiche i cui istituti furono temporaneamente collocati in centro. Venne altresì potenziato il Centro Universitario Sportivo, che diventerà poi un moderno polo sportivo, quindi ristrutturate ed ampliate le residenze universitarie assieme alla promozione di ulteriori servizi universitari, per far fronte alla quantità di studenti che, dalla fine degli anni '60, iniziavano a iscriversi sempre più numerosi.
Sempre attivamente presente nella vita degli studenti dell'Università, anche grazie alla sua partecipazione "juvenile passo" alle feste dei "Goliardi", con grande comprensione dei relativi bisogni e delle varie esigenze, Pugliatti, proprio durante il movimento studentesco e le occupazioni del '68, si distinse per aver mantenuto un pacifico rapporto cordiale di dialogo con gli occupanti, non chiedendo mai l'intervento delle forze dell'ordine.

## Attività scientifica e pensiero giuridico: lineamenti
Pugliatti diede notevoli contributi alla teoria generale del diritto, aprendo originali tematiche ed inaugurando nuovi indirizzi di studio e di ricerca che caratterizzeranno buona parte di quella che sarà chiamata la ”Scuola giuridica messinese“, in cui si formerà, fra gli altri, Angelo Falzea. Lungo il suo vasto e variegato itinerario di studioso, di docente e di ricercatore, dall'analisi della nozione complessa di “proprietà”, centrata a sua volta attorno a quella di “interesse”, viene a delinearsi una concezione normativista del diritto quale sistema logico-formale coerentemente costruito su dati positivi ed asse portante della scienza giuridica, che mai deve essere disgiunto dalla problematicità e storicità della realtà umana, venendosi così ad individuare una delle principali costanti concettuali del suo pensiero, quella centrata sull'inscindibile rapporto dialettico fra ”fatto giuridico“ e ”fatto umano“, fra ”elemento formale“ ed ”elemento materiale“.
Così, il ”fatto giuridico“ scaturisce da un processo di sintesi in cui la materia (contenuto), che sostanzia un fatto umano, viene incasellata in una intelaiatura giuridica (forma) per dar luogo ad una nuova entità (norma), dotata di autonoma individualità, inserita all'interno di un sistema giuridico di relazioni e leggi proprie. Nel cercar di oltrepassare il conseguente, inevitabile dualismo ”forma-contenuto“, ”ordine giuridico-ordine sociale“, Pugliatti rivendica come metodologicamente necessaria sia l'assunzione di una prospettiva interdisciplinare in merito alla teorica del diritto. Quale spontanea conseguenza, Pugliatti cercò dunque di intessere un dialogo fecondo con linguisti, filosofi, matematici, fisici, naturalisti, allo scopo di chiarire i fondamenti ed i metodi della scienza giuridica positiva in rapporto alle altre scienze esatte e naturali. In quest'ottica di collaborazione culturale, Pugliatti individuò un altro nucleo fondante della scienza giuridica, ovverosia lo stretto connubio fra la staticità della logica (giuridica) e la dinamicità della storia, con il giurista che deve dare maggior preminenza all'ultima sulla prima, ovvero alla dimensione fattuale della normatività giuridica, segnando così quello storicismo tipico della sua opera.

## Altre attività culturali

### La letteratura e l'arte
Per la sua grande curiosità e il suo profondo spirito d'interesse, Pugliatti si dedicò pure alla musica, all'arte, alla letteratura. Collaborò con alcune riviste letterarie italiane, quali "La nave", "Solaria", "Fiera Letteraria", "Circoli", "Il Secolo nostro", per le quali scrisse saggi di critica letteraria, molti dei quali dedicati al suo compagno di studi e amico Salvatore Quasimodo, che lo considerava come la «voce nuova» della poesia italiana. Fu protagonista e partecipe, già negli anni trenta, di alcune iniziative culturali, tra cui la pubblicazione del saggio "Teatro di Regia" nella rassegna critica Teatro Sperimentale di Messina.
A Messina, a partire dal 1947, frequentò regolarmente la cosiddetta ”Libreria dell'OSPE“ di Antonio Saitta, sita prima in via Nicola Fabrizi e poi in Piazza Cairoli, punto d'incontro degli intellettuali messinesi e non, che ospitava anche la Galleria d'Arte "Il Fondaco", e che fu fucina di iniziative culturali che videro in Pugliatti, con Saitta e Vann'Antò, una delle personalità di maggior rilievo assieme ad altri grandi nomi quali Salvatore Quasimodo, Giorgio Caproni, Giorgio La Pira, Giacomo Debenedetti e Galvano della Volpe. Da questo gruppo, nacque pure l'"Accademia della Scocca", dal nome di quella treccia di pomodorini da essiccare che si appendeva al muro, emblema di quel convivio cultural-gastronomico.
Nel 1953, fu poi presidente del Comitato esecutivo della prima mostra messinese intitolata “Antonello da Messina e la pittura del '400 in Sicilia”.

### La musica
Sulla scorta delle sue conoscenze professionali di esegesi giuridica, ma inquadrata in una più ampia visione interdisciplinare, Pugliatti si dedicò contemporaneamente all'esegesi musicale, al punto da aver assegnati pure incarichi di insegnamento in storia della musica alla Facoltà di Lettere di Messina, dagli anni '40 in poi.
Seguendo una prospettiva idealistica, con accenti più gentiliani che crociani, in L'interpretazione musicale, del 1940, la sua opera più importante di esegesi musicale, Pugliatti parte dal presupposto di principio per cui ogni atto dello spirito umano è manifestazione esplicita di una delle tante sue componenti spirituali universali implicitamente presenti in esso.
Da qui, l'interpretazione musicale si snoda in due momenti salienti e in successione necessaria fra di loro: il primo, quello filologico, in cui l'interprete si appropria del testo musicale, ne viene in contatto, quindi lo fa suo internamente, a cui fa seguito poi un secondo momento, quello ermeneutico, quello dell'interpretazione vera e propria, che scaturisce naturalmente solo dopo aver ristabilito quella intima consonanza spirituale con l'atto creativo originario dell'autore, resa possibile appunto per quei caratteri universali dello spirito umano. Se allora il testo musicale è il punto di partenza di questo processo ermeneutico, la successiva interpretazione di ogni esecutore è dunque una creazione che riafferma quella spiritualità originaria del suo autore.
Nel 1942, pubblicò I canti primitivi, mentre, dagli anni '60 in poi, Pugliatti fu alle prese con alcuni lavori di storia e musicologia: nel 1968, pubblicò "Le musicae traditiones di Francesco Maurolico" e, subito dopo, iniziò uno studio intitolato "Semanticità della musica" che rimase tuttavia incompiuto per l'improvvisa morte che lo colse a Ragusa, nel corso della XV tornata del Premio Vann'Antò. Nel 1977, vennero pubblicate postume 18 sue piccole prose, già da lui ordinate prima della morte.

## Riconoscimenti
Nel 1955 l'Accademia dei Lincei gli ha conferito il Premio Feltrinelli per le Scienze Giuridiche.

## Opere

### Principali scritti giuridici
- Istituzioni di diritto civile: introduzione, diritto delle persone, teoria dei fatti giuridici, Milano, Giuffrè 1933;
- Nuovi aspetti del problema della causa nei negozi giuridici, Messina, Tip. La Sicilia, 1934;
- I soggetti del diritto, Milano, Giuffrè, 1935;

### Scritti musicologici
- L'interpretazione musicale, Messina, Secolo Nostro, 1941;
- Canti di primitivi, Messina, Edizioni Secolo nostro, 1942;
- La musica nell'opera di Dicearco da Messina e di Cicerone : nota di Salvatore Pugliatti, Messina, Reale Accademia Peloritana, 1945;
- Carattere dell'arte di Vincenzo Bellini, Messina, Ed. Presenza, [1946?];
- Preludio del fauno, in Mallarmé, Pomeriggio d'un fauno, traduzione dal francese di Vann'antò, Messina, Ed. Ferrara, 1947 (Tip. La Sicilia);
- 'Semanticità patetica' della musica, Messina, Accademia Peloritana, 1948;
- Chopin e Bellini, Messina, La Editrice Universitaria, 1952;
- Le musicae traditiones di Francesco Maurolico, Messina, Grafiche La Sicilia, 1968

### Scritti letterari ed artistici
- Prefazione a Tropeano F., Poesie, Messina, Guf, 1938 (Tip. D'amico);
- Prefazione a Memoria degli incontri e delle voci - Versi di Heros Cuzari, Messina, Tip. L. Speranza, 1941;
- Presentazione di G. Calabrò, Maschere di Raso, La Ed. Universitaria, 1951;
- a cura di Salvatore Pugliatti e Vann'Antò, Sei artisti messinesi presentati da S. Pugliatti, Napoli, Galleria Del Ponte, 1957;
- L. Pignato, Erbe fra pietre, Caltanissetta, Roma, S. Sciascia, 1959;
- a cura di S. Pugliatti, Vann'Antò - Antologia di scritti, Messina, Tip. Ditta D'Amico, 1960;
- Vento a Tindari di Salvatore Quasimodo - Tindari, Centro culturale Tindari, 1960, contiene anche: Interpretare la poesia, di S. Pugliatti , Ed. di 521 esempl. num.;
- Prefazione a Il terremoto di Messina : corrispondenze, testimonianze e polemiche giornalistiche / a cura di Francesco Mercadante, Roma, Ediz. dell'Ateneo, stampa 1962;
- Prefazione a Tomeucci L., Messina nel Risorgimento: contributo agli studi sull'Unita d'Italia, Milano, Giuffrè, 1963;
- Mondo poetico di Vann'Antò: premio di poesia Vann'Antò 1962, Messina: Università, stampa 1963;
- Prefazione a N. Pino, Tre profili: S. Di Giacomo, N. Martoglio, L. Pirandello; disegni di G. D'Anna, G. Omiccioli, S. Pirandello, A. Yaria, Messina, G. D'Anna, 1963;
- Parole per Quasimodo: 13. Premio Vann'Antò, Ragusa, [s.n.], Messina, Samperi, 1974;